# لیتل کاتن‌وود کریک ولی، یوتا
لیتل کاتن‌وود کریک ولی (به انگلیسی: Little Cottonwood Creek Valley) یک منطقهٔ مسکونی در ایالات متحده آمریکا است که در شهرستان سالت‌لیک، یوتا واقع شده‌است. لیتل کاتن‌وود کریک ولی ۶٫۷ کیلومتر مربع مساحت و ۷٬۲۲۱ نفر جمعیت دارد و ۱٬۴۰۹ متر بالاتر از سطح دریا واقع شده‌است.